# Kalika-Mata-Tempel

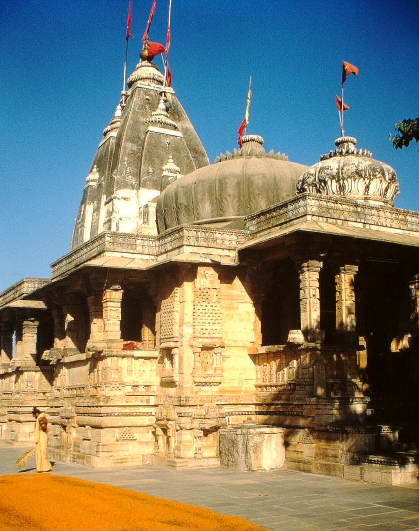
Der Kalika-Mata-Tempel (ca. 700) wurde im 16. Jh. mit einem weitgehend undekorierten Shikhara-Turm und zwei flachen – deutlich islamisch beeinflussten – Kuppeln versehen; auch die umlaufende Brüstung und die weit auskragenden Platten am Dachrand entstammen dieser Zeit.

Der Kalika-Mata-Tempel ist ein Hindu-Tempel im Fort von Chittorgarh, Rajasthan. Die von Pfeilern und nicht mehr von Wänden bestimmte offene Bauweise des Tempels sowie die Vereinheitlichung der Grundrisse von Sanktumsbereich (garbhagriha) und Vorhalle (mandapa) waren für die weitere Entwicklung des nordindischen Tempelbaus von großer Bedeutung.

## Lage
Der Tempel liegt im südlichen Bereich des mit architektonischen Sehenswürdigkeiten reich ausgestatteten Festungsbergs (forts) von Chittorgarh, das – auf dem ca. 550 m hohen und eine Fläche von etwa 3 km² einnehmenden Burgberg gelegen – die Stadt überragt.

## Geschichte
Zur Geschichte des Kalika-Mata-Tempels liegen keine schriftlichen Zeugnisse (Bauinschriften, Urkunden etc.) vor. Nach dem bisherigen Forschungsstand steht er jedoch am Anfang einer Entwicklung, der in Rajasthan weitere Tempelbauten gefolgt sind und die – über weitere Zwischenstufen (z. B. Maladevi-Tempel in Gyaraspur) – bis nach Khajuraho ausgestrahlt hat (z. B. Lakshmana-Tempel und Kandariya-Mahadeva-Tempel). Eine Datierung des Tempels um oder kurz vor 700 wird für wahrscheinlich gehalten. Im 16. Jahrhundert, d. h. nach der erfolgreichen Belagerung und Eroberung Chittorgarhs durch den Mogulherrscher Akbar I. und seine – auch aus Rajputen-Kriegern bestehenden – Truppen, erhielt er nachträglich einen recht einfachen Shikhara-Turm über dem Sanktum sowie zwei – deutliche islamische Züge tragende – flache und stark gebauchte Kuppeln über der Vorhalle und dem Portikus.

## Weihe
Der Kalika-Mata-Tempel war ursprünglich dem Sonnengott Surya geweiht, worauf noch einige Skulpturen in den Außenwandnischen und oberhalb des Portals zur Cella (garbhagriha) hinweisen; wahrscheinlich im 15. oder 16. Jahrhundert wurde er zu einem Tempel der Göttin Badhrakali, einem lokal verehrten Aspekt der Göttin Kali umgeweiht.

## Architektur
Der Tempel besteht im Wesentlichen aus zwei Bauteilen: einem Sanktumsbereich mit innenliegender Cella und überdachtem Umgang (pradakshinapatha) sowie einer optisch und flächenmäßig etwa gleich großen Vorhalle (mandapa) mit einem vorgelagerten Portikus (antarala), zu dem eine Treppe hinaufführt. Der äußere Tempelgrundriss kann sowohl über die Längsachse, als auch in der mittleren Querachse gespiegelt werden, was bis dahin bei keinem aus mehreren Bauteilen bestehenden indischen Tempelbau möglich war. Eine Hierarchie der Bauteile lässt sich somit im Grundriss nicht mehr erkennen und ist im Äußeren nur noch in den Dachaufbauten sichtbar.

### Außenbau

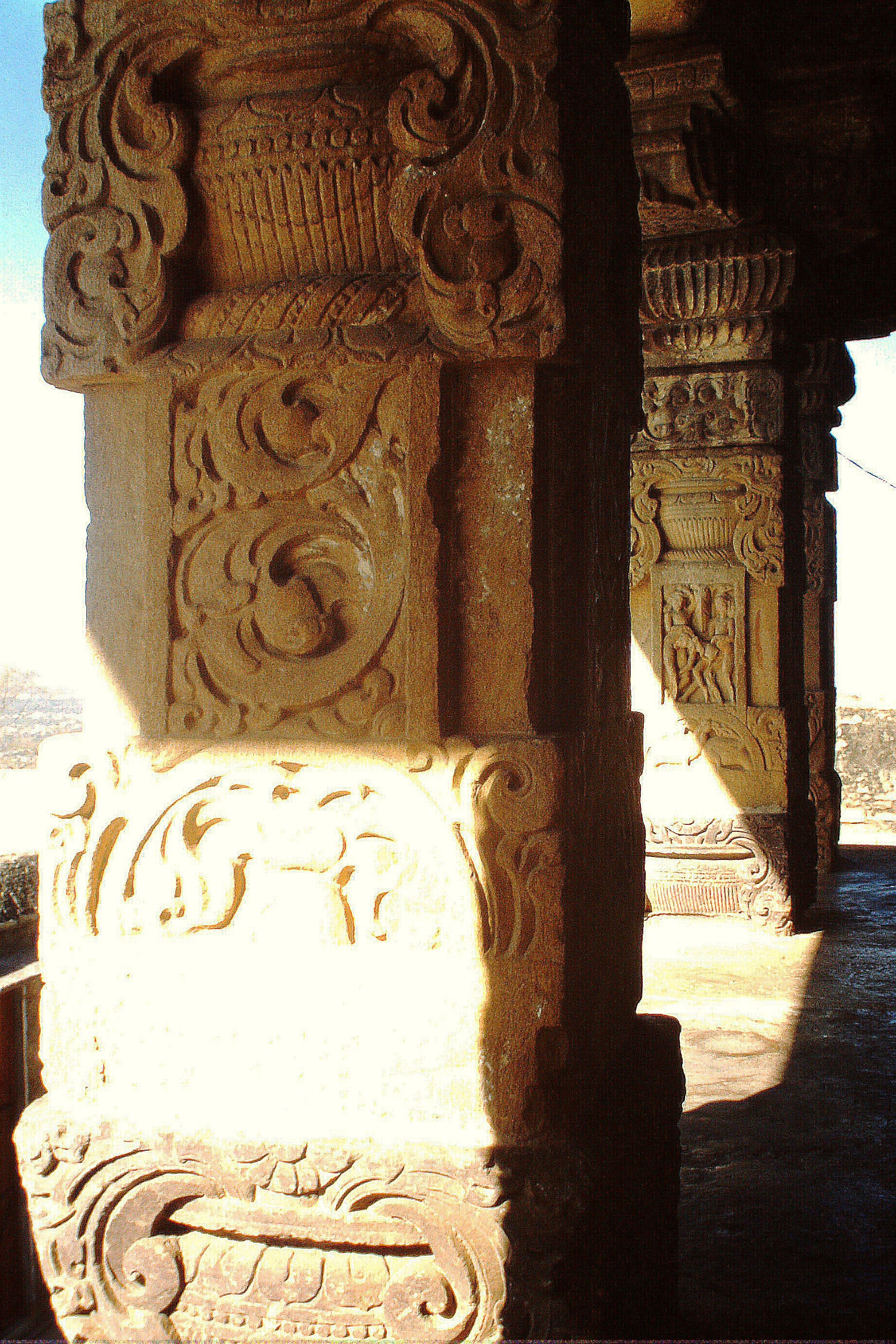
Mächtige Reliefpfeiler tragen das Dach des Kalika-Mata-Tempels; sie zeigen eher einfach gestaltete ornamentale und figürliche Flachreliefs. In einem rechteckig gerahmten Feld des hinteren Pfeilers ist eine der frühesten eindeutig sexuellen Darstellungen an indischen Tempeln zu erkennen. Die Kalasha-Krüge mit herausquellendem Blattwerk sind als Symbole von Fruchtbarkeit und Fülle aufzufassen.

Der Tempel ist nach Osten – also in Richtung Sonnenaufgang – orientiert und steht auf einer etwa 1,50 m hohen und mehrfach abgestuften Sockelzone, die von einer Umgangsplattform (jagati) umgeben ist. Die Außenmaße des Tempels betragen ohne den Treppenaufgang etwa 13,50 m (Breite) × 22 m (Länge). Das Dach des Tempels wird im Wesentlichen von Pfeilern und nicht mehr von Außenwänden getragen; infolge dieser – völlig neuartigen – Planidee konnten sowohl die Vorhalle als auch der Umgang um die Cella nach außen durch balkonartige Vorbauten (jarokas) mit senkrechten Brüstungen geöffnet werden. Bei den späteren Tempeln von Gyaraspur und Khajuraho werden diese Brüstungen nach außen abgeschrägt und mit gedrechselten Steinsäulchen geschmückt.

### Innenraum
Ein Treppenaufgang und ein kleiner Portikusbereich (antarala) führt in die große, von 12 mächtigen Reliefpfeilern getragene Vorhalle. Weitere 4 Pfeiler stehen unmittelbar vor der eigentlichen – erhöht liegenden – Cella, die einen eigenen, allseitig geschlossenen Baukörper innerhalb des Tempels bildet. Die Außenmaße der Cella liegen bei etwa 7,30 m, innen misst sie jedoch nur ca. 3 m im Quadrat; ihre Außenwände sind mehrfach abgestuft, das Innere ist dagegen vollkommen ungegliedert. Um die Cella herum führt ein von den verbliebenen Resten der Außenwände, 6 Balkonpfeilern und 6 Innenpfeilern getragener Umgang (pradakshinapatha), der Gläubigen und Pilgern die rituelle Umschreitung des eigentlichen Sanktums ermöglicht.

### Bauschmuck
Zur Außenfassade gehören etliche Nischen mit erhaltenen Surya-Bildnissen sowie den Göttern bzw. Wächtern der Himmelsrichtungen (lokapalas oder dikpalas). Oberhalb der großen Fensternischen im Äußeren sind Paneele (udgamas) angebracht, die aus übereinander angeordneten kleinen Fensternischen (chandrasalas) zusammengesetzt sind und sich im Norden Indiens an vielen Tempelbauten finden.
Die Außenwände und das mehrfach zurückgestufte Portalgewände der Cella sind überreich mit Figuren und Ornamenten geschmückt. An prominenter Stelle – in einem tympanon-ähnlichen Feld oberhalb des Portals, das wohl das Himmelsgewölbe darstellen soll – ist Surya auf seinem von sechs Pferden gezogenen Sonnenwagen zu sehen – ein wichtiger Hinweis bezüglich der ursprünglichen Zuschreibung des Tempels.
An einem der vielen mächtigen Pfeiler mit eher reliefartigem und wenig plastischen Baudekor, die das Dach tragen, ist eine der frühesten eindeutig sexuellen Darstellungen an indischen Tempeln zu sehen.

## Bedeutung
Der Kalika-Mata-Tempel zeigt eine weitgehend achsensymmetrische und offene Bauform, die in Rajasthan mehrfach nachgeahmt worden ist; die meisten dieser Nachfolgebauten sind jedoch nur schlecht erhalten oder bis auf die Fundamente zerstört. Durch die sich nach außen öffnenden Balkone wirkt der fast nur noch von mächtigen Pfeilern und kaum noch von Außenwänden getragene Tempel – im Vergleich zu früheren Bauten – vergleichsweise luftig und schwerelos. Im nordindischen Raum ist es einer der frühesten (erhaltenen) Hindu-Tempel mit einer Cella als eigenständigem Baukörper im Tempelinnern und einem innenliegenden Umgang (pradakshinapatha).
In vergrößerter und leicht veränderter Form ist eine ähnliche Baukonzeption auch am Lakshmana-Tempel (ca. 950) und dessen Nachfolgebauten im Tempelbezirk von Khajuraho (Madhya Pradesh) wiederzufinden. Ohne die am Kalika-Mata-Tempel erstmals verwirklichten Bauideen wären auch die leicht und luftig wirkenden Tempelbauten der Jainas in Mount Abu und Ranakpur nur schwer vorstellbar.
Skulpturenschmuck und Baudekor des Tempels in Form von Flachreliefs sind dagegen in stärkerem Maße der Tradition verhaftet, wenngleich eine der frühesten (erhaltenen) erotisch-sexuellen Darstellungen an indischen Tempelbauten in die Zukunft vorausweist.

## Umgebung
Nur etwa 200 m vom Kalika-Mata-Tempel entfernt steht der Kumbha-Syama-Tempel (ca. 710) mit einem nahezu identischen, aber etwas kleineren Grundriss (ca. 12,50 m × ca. 21,50 m) und ebenfalls mächtigen Pfeilern, die aber ein etwas ausgereifteres Baudekor zeigen, was insgesamt eine geringfügig spätere Datierung wahrscheinlich macht. Auch der Kumbha-Syama-Tempel erhielt im 15. Jahrhundert neue Dachaufbauten und einen schönen Bogen (torana) über dem Eingang zum Portikus (antarala).